# Lysimachia clethroides
Lysimachia clethroides là một loài thực vật có hoa trong họ Anh thảo. Loài này được Duby mô tả khoa học đầu tiên năm 1844.

## Hình ảnh

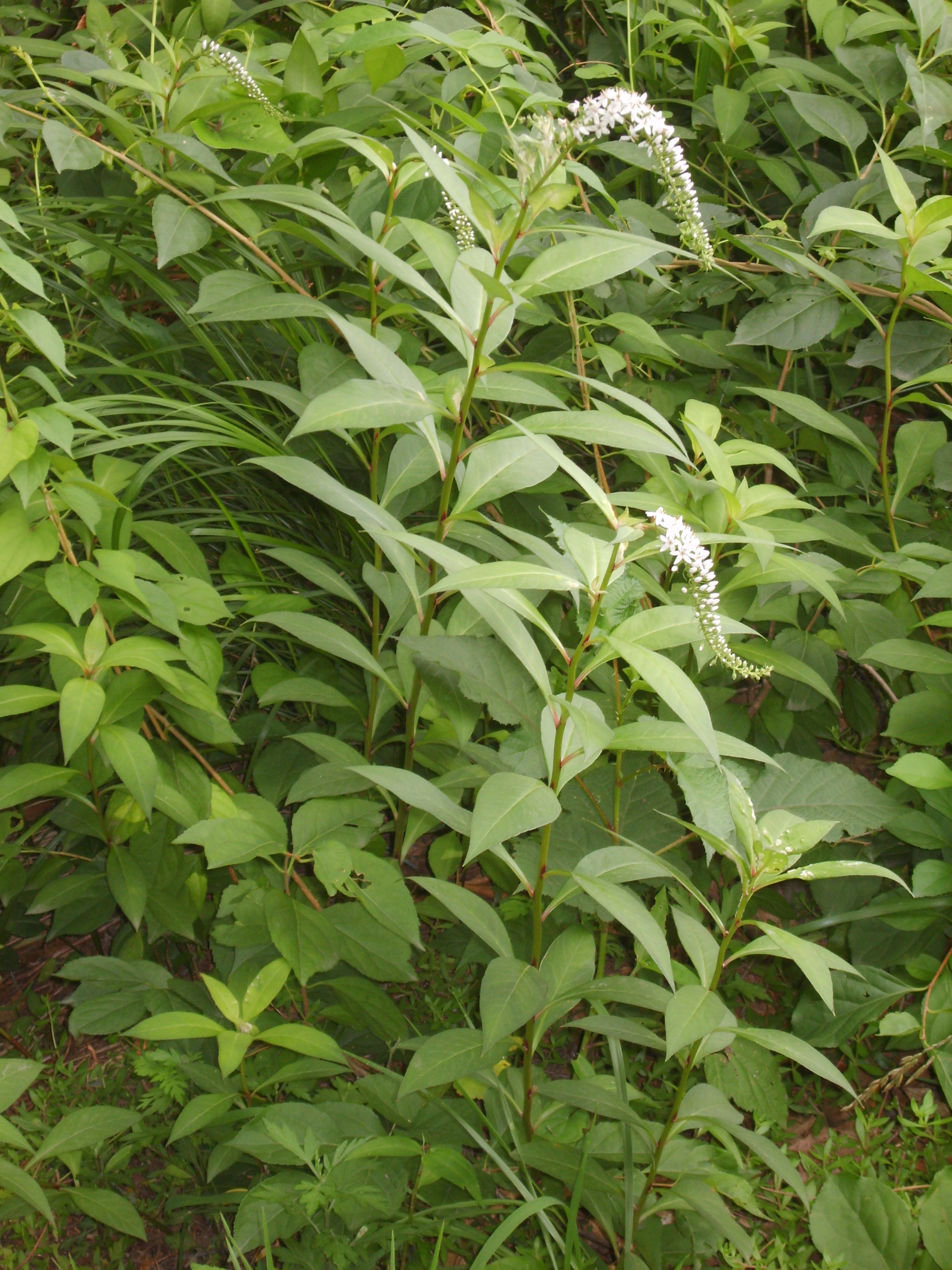
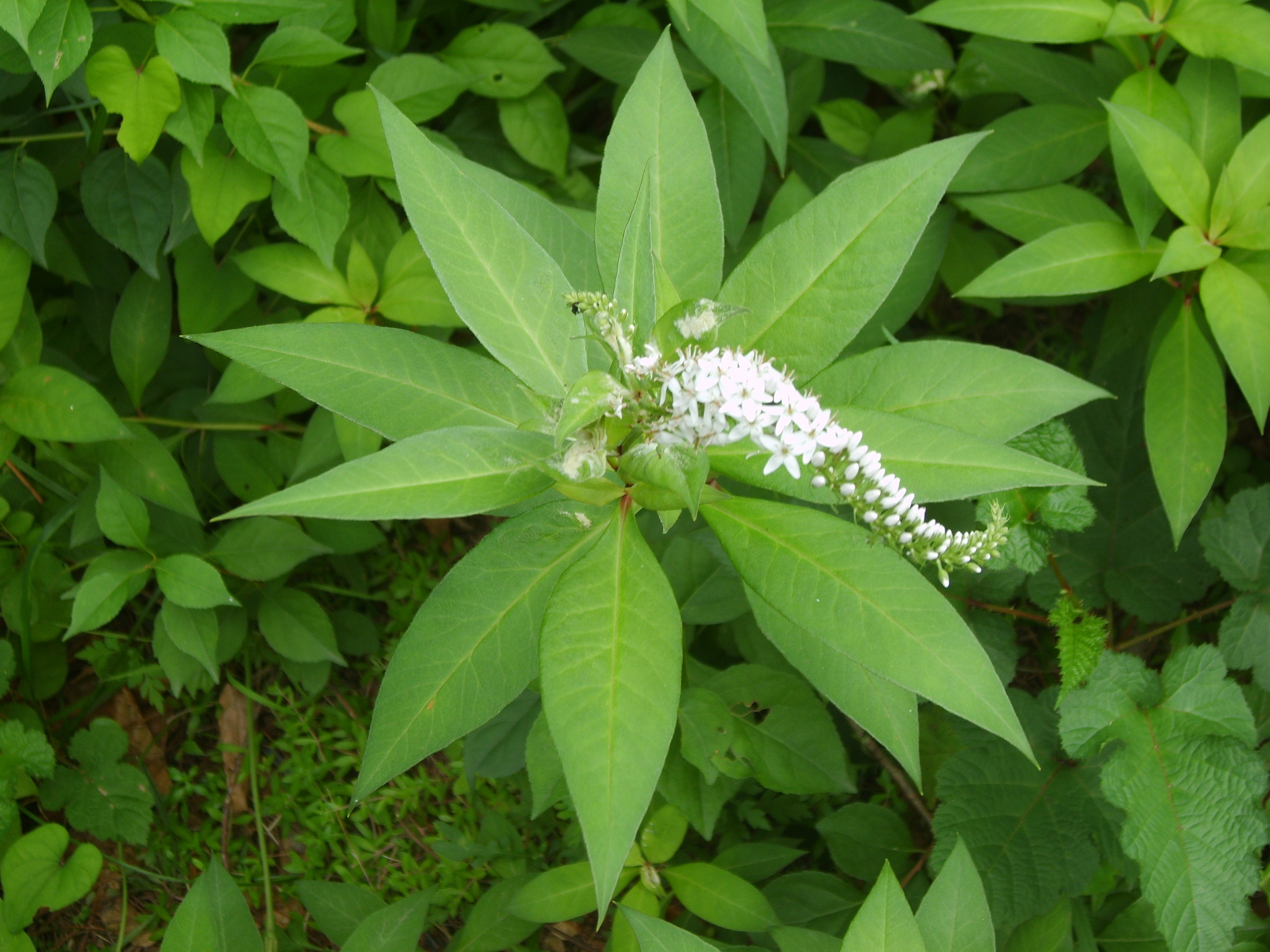
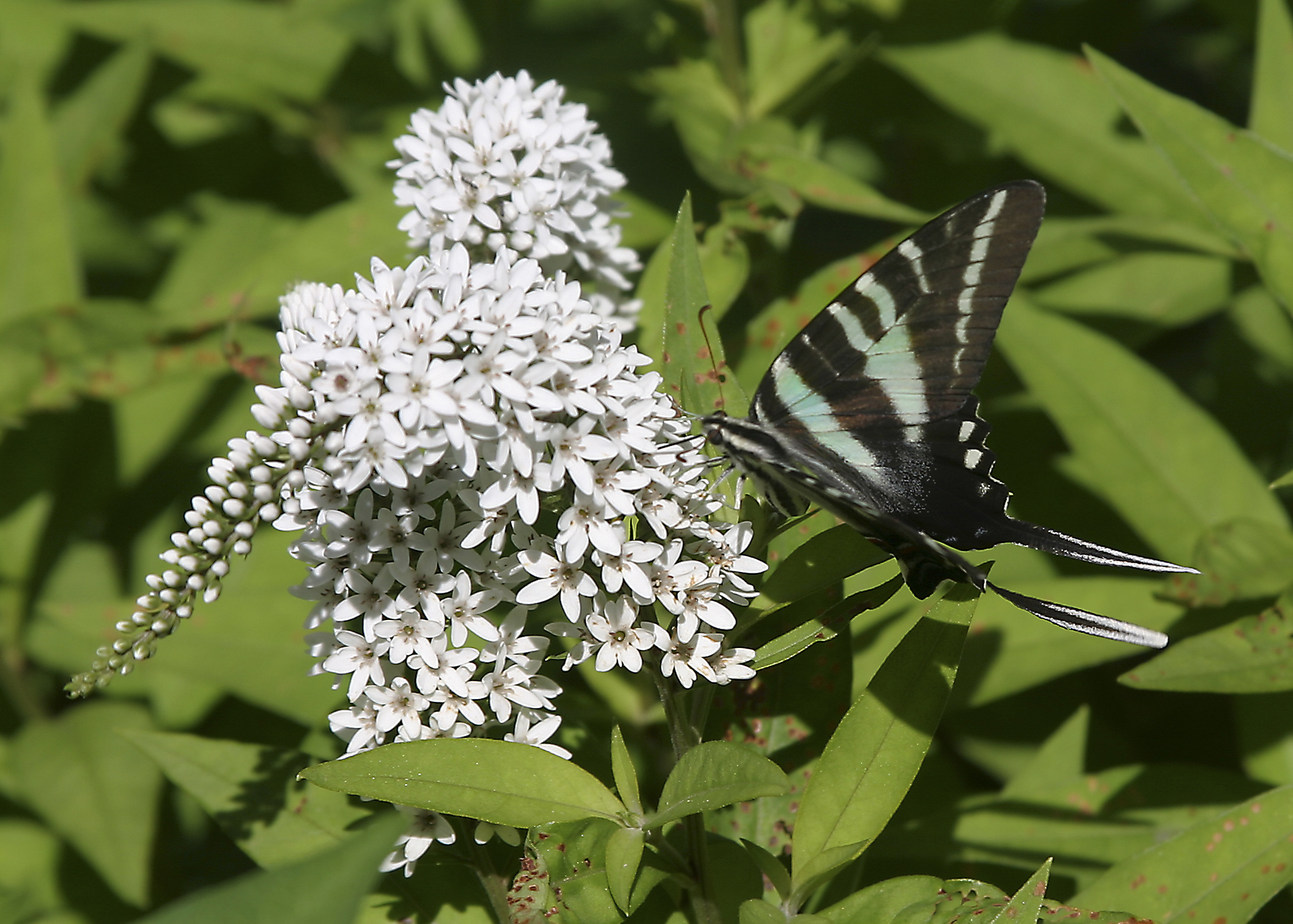
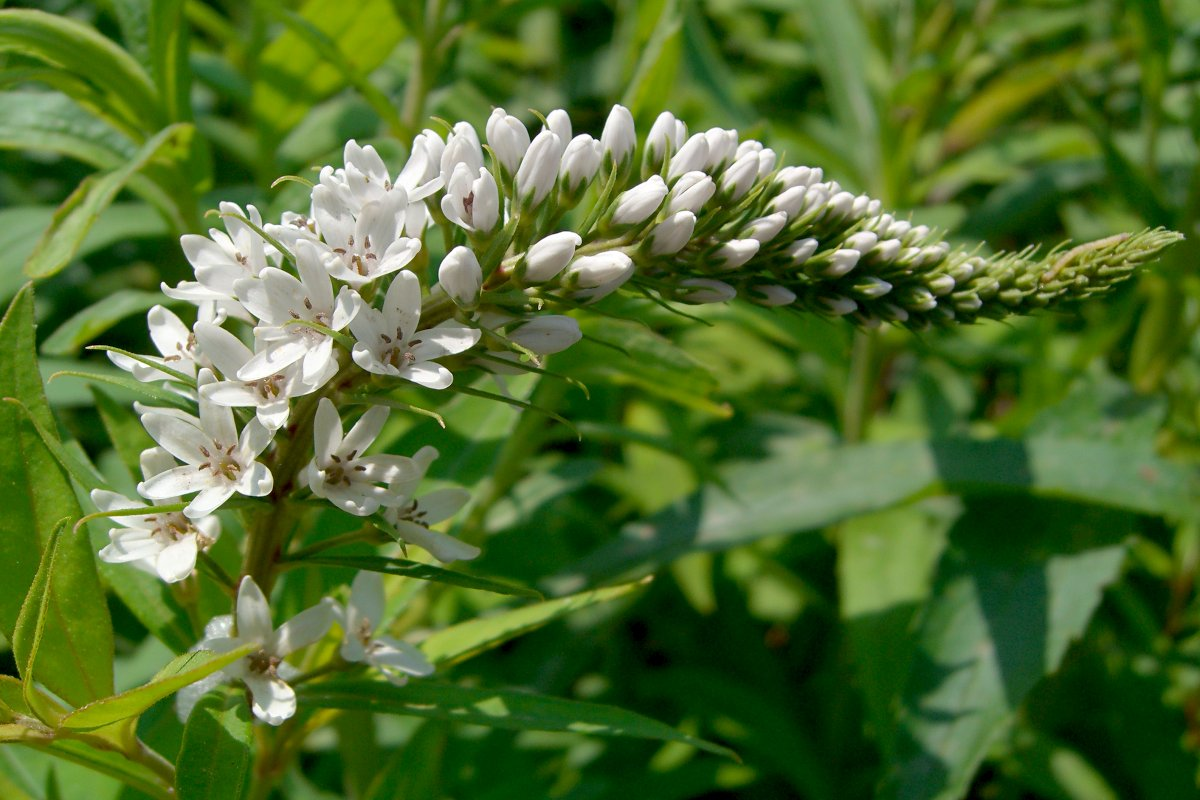